# Polypodium hartwegianum
Polypodium hartwegianum är en stensöteväxtart som beskrevs av William Jackson Hooker. Polypodium hartwegianum ingår i släktet Polypodium och familjen Polypodiaceae. Inga underarter finns listade.